# Deception III: Dark Delusion
Deception III: Dark Delusion, in Giappone Sōmatō (蒼魔灯?), è un videogioco strategico sviluppato e pubblicato dalla Tecmo nel 1999 per PlayStation. Rappresenta il terzo videogioco della serie Deception, rimasto inedito in Italia.

## Modalità di gioco
Il titolo apporta alcune novità al sistema di gioco rispetto Kagero: Deception II pur non modificandolo sostanzialmente. Il numero delle trappole aumenta ed alcune di esse possono essere combinate tramite l'aggiunta di oggetti, come gli emblemi (emblems), gli anelli (rings) e le sfere (orbs), che modificano diversi aspetti della trappola originale. Il giocatore questa volta raccoglie ark dalle vittime uccide e dreak in base all'efficienza delle morti, usati entrambi per migliorare le trappole. Inoltre sono state aggiunte due modalità di gioco: una modalità pratica (Trap License Mode) che permette di testare le trappole in diversi ambienti e la modalità esperto (Expert Mode) in cui il giocatore deve completare un totale di dieci livelli pieni di ostacoli e difficoltà.

## Trama
La protagonista Reina, rimasta orfana da piccola ed adottata da una famiglia residente nel regno di Burgenhagen, viene rapita al re del regno di Alendar, il quale organizza spesso incursioni nel vicino regno per aumentare la tratta di schiavi. Dopo la morte della sua famiglia, Reina si trova in una cella di prigione, in cui un misterioso uomo le dona una pietra in grado di creare trappole. Anche in questo capitolo sono presenti diversi finali in base alle scelte nella storia.

## Personaggi
Reina
La protagonista del gioco, una ragazza di 17 anni che si ritrovare a difendersi contro innumerevoli nemici.
Albert
Un cavaliere che decide di aiutare Reina.
Miguel
L'assassino che uccise la famiglia di Reina.
King Frederick
Il re del regno di Alendar, responsabile del rapimento di Reina.

## Accoglienza
Il gioco ha ricevuto un voto di 31/40 dalla rivista Famitsū poco dopo la sua uscita. Da IGN è stato valutato 6/10, chiarendo che non si tratta di un cattivo gioco ma neanche di un buon gioco, e che l'aggiunta dei nuovi elementi ludici non lo rendono un vero e proprio sequel. Anche da GameSpot ha ricevuto una valutazione di 6/10.